# Hyagnis strandiellus
Hyagnis strandiellus är en skalbaggsart som beskrevs av Stefan von Breuning 1942. Hyagnis strandiellus ingår i släktet Hyagnis och familjen långhorningar. Inga underarter finns listade i Catalogue of Life.